# الدوري الكاميروني الممتاز
الدوري الكاميروني لكرة القدم هي مسابقة سنوية لكرة القدم بين أندية الكاميرون .
البطل الحالي هو يو ام اسي دي لوم.